# تام کورتنی
توماس کورتنی (انگلیسی: Tom Courtenay؛ زاده ۲۵ فوریهٔ ۱۹۳۷) یک هنرپیشه اهل بریتانیا است. وی از سال ۱۹۶۲ میلادی تاکنون مشغول فعالیت بوده‌است. وی دوبار برای فیلم‌های دکتر ژیواگو و متصدی لباس نامزد بهترین بازیگر نقش مکمل مرد و بهترین بازیگر نقش اول مرد در سال‌های ۱۹۶۶ و ۱۹۸۴ شده‌است.
از فیلم‌ها یا برنامه‌های تلویزیونی که وی در آن نقش داشته‌است می‌توان به دکتر ژیواگو، قطب‌نمای طلایی، گامبیت، سرزمین تابستان، آخرین سفارش‌ها و دوریت کوچک اشاره کرد.